# Calder-emlékkupa
A Calder-emlékkupa egy egyéni díj melyet minden év végén a legjobb újoncnak ítélnek oda a National Hockey League-ben.

## Története
A kupát Frank Calderről nevezték el, aki az NHL elnöke volt 1917 és 1943 között. 1937 óta hívják Calder-kupának. A kupa neve a halála után lett emlékkupa. 1990-ben Szergej Makarov 31 évesen kapta meg a kupát és ezután szabályozták, hogy csak 26 éven aluli újonc nyerheti el a díjat.

## A díjazottak

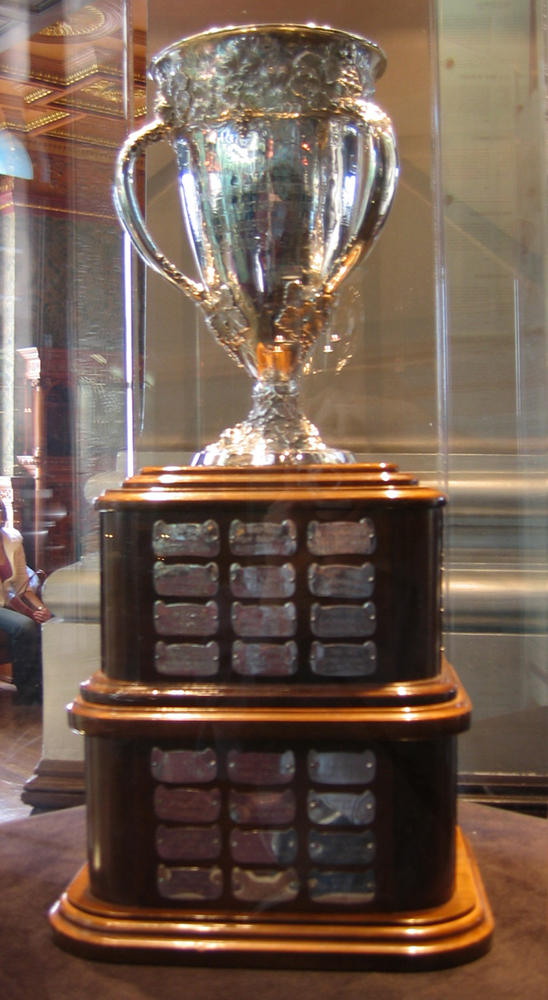
A Calder-emlékkupa

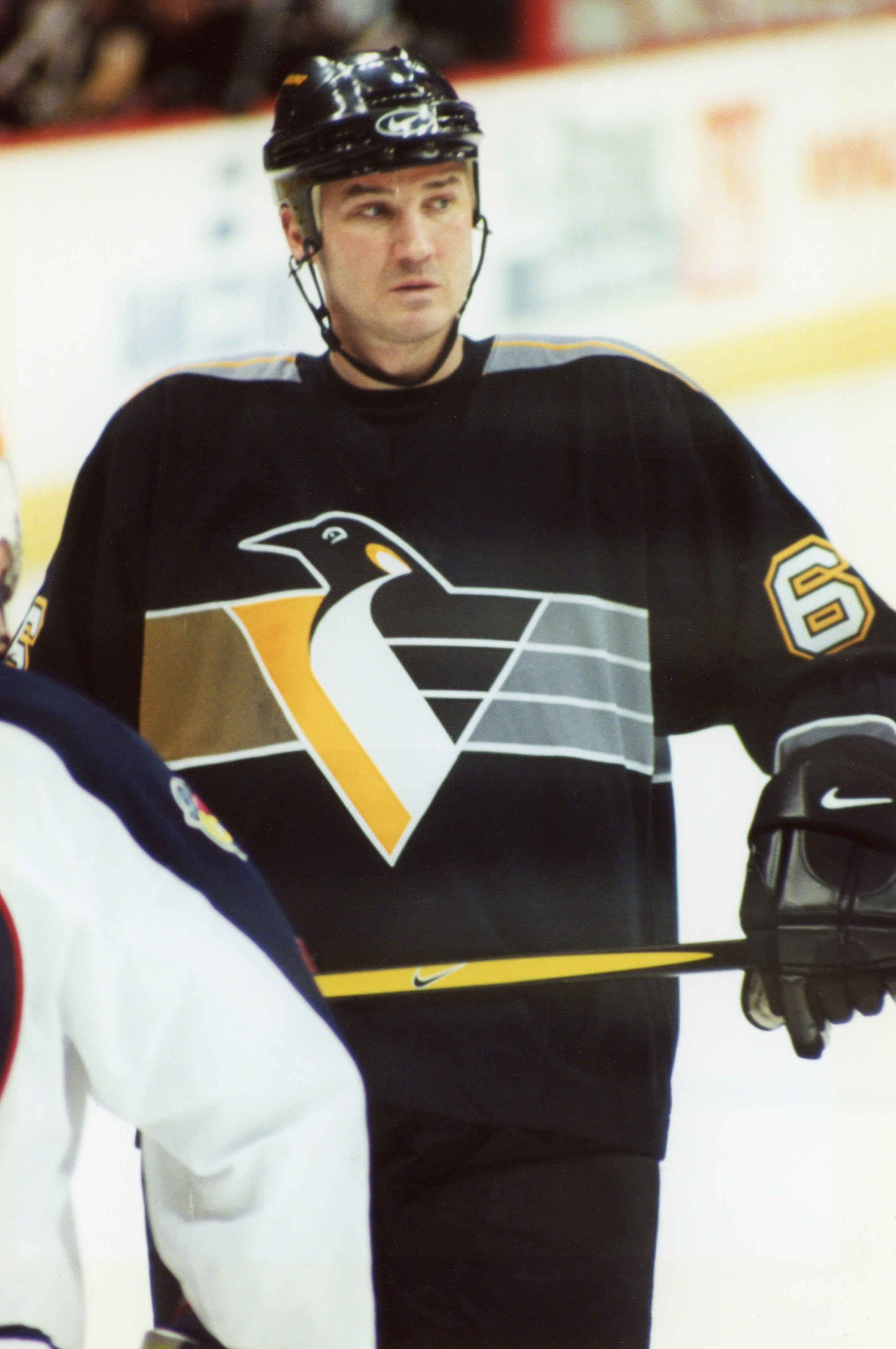
Mario Lemieux

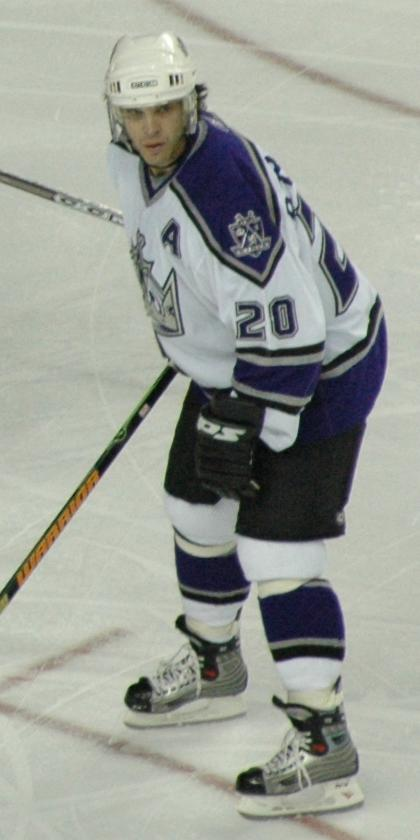
Luc Robitaille

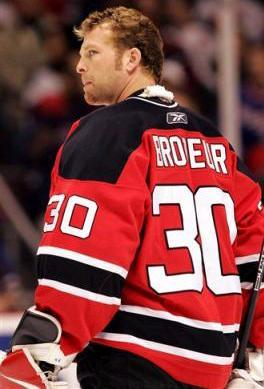
Martin Brodeur

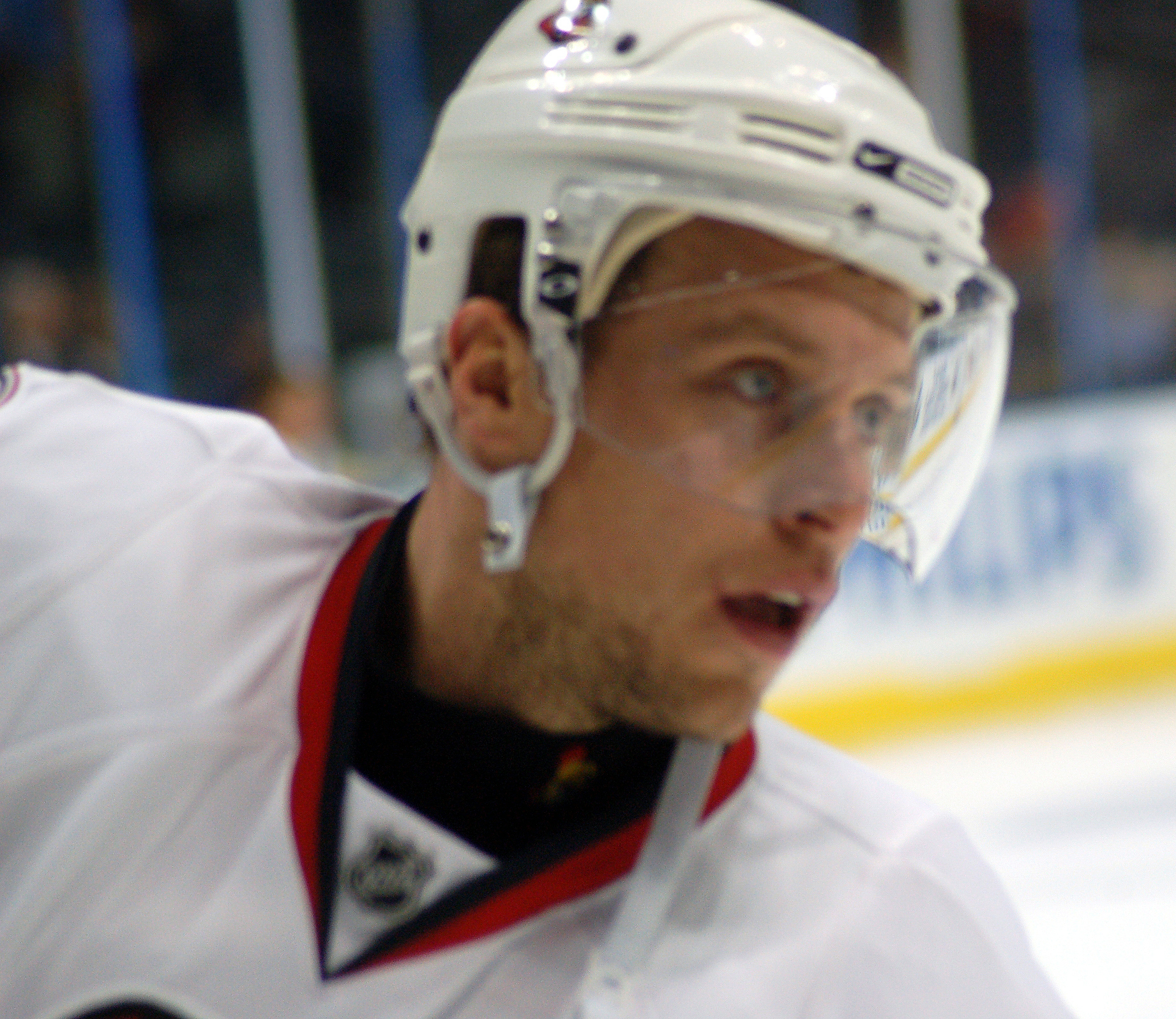
Dany Heatley

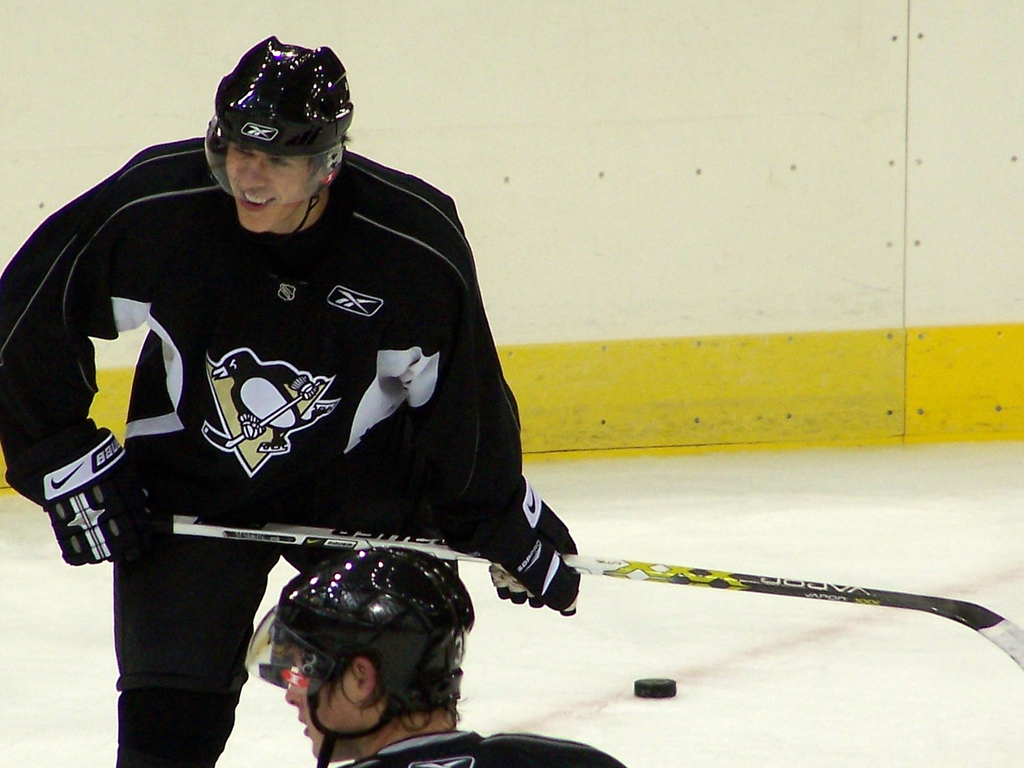
Jevgenyij Malkin

| C | Center | BSz | Bal szélső  |
| V | Védő   | JSz | Jobb szélső |
| K | Kapus  |     |             |

| Szezon    | Győztes                          | Csapat                           | Poszt                            | Kor                              |
| --------- | -------------------------------- | -------------------------------- | -------------------------------- | -------------------------------- |
| 2024–2025 | Lane Hutson                      | Montréal Canadiens               | V                                | 21                               |
| 2023–2024 | Connor Bedard                    | Chicago Blackhawks               | C                                | 18                               |
| 2022–2023 | Matty Benniers                   | Seattle Kraken                   | C                                | 20                               |
| 2021–2022 | Moritz Seider                    | Detroit Red Wings                | V                                | 21                               |
| 2020–2021 | Kirill Kaprizov                  | Minnesota Wild                   | BSz                              | 24                               |
| 2019–2020 | Cale Makar                       | Colorado Avalanche               | V                                | 21                               |
| 2018–2019 | Elias Pettersson                 | Vancouver Canucks                | C                                | 20                               |
| 2017–2018 | Mathew Barzal                    | New York Islanders               | C                                | 21                               |
| 2016–2017 | Auston Matthews                  | Toronto Maple Leafs              | C                                | 19                               |
| 2015–2016 | Artyemij Panarin                 | Chicago Blackhawks               | BSz                              | 24                               |
| 2014–2015 | Aaron Ekblad                     | Florida Panthers                 | V                                | 18                               |
| 2013–2014 | Nathan MacKinnon                 | Colorado Avalanche               | C                                | 18                               |
| 2012–2013 | Jonathan Huberdeau               | Florida Panthers                 | C                                | 20                               |
| 2011–2012 | Gabriel Landeskog                | Colorado Avalanche               | BSz                              | 19                               |
| 2010–2011 | Jeff Skinner                     | Carolina Hurricanes              | C                                | 19                               |
| 2009–2010 | Tyler Myers                      | Buffalo Sabres                   | V                                | 20                               |
| 2008–2009 | Steve Mason                      | Columbus Blue Jackets            | K                                | 21                               |
| 2007–2008 | Patrick Kane                     | Chicago Blackhawks               | JSz                              | 19                               |
| 2006–2007 | Jevgenyij Malkin                 | Pittsburgh Penguins              | C                                | 20                               |
| 2005–2006 | Alekszandr Ovecskin              | Washington Capitals              | BSz                              | 19                               |
| 2004–2005 | A lockout miatt nem volt győztes | A lockout miatt nem volt győztes | A lockout miatt nem volt győztes | A lockout miatt nem volt győztes |
| 2003–2004 | Andrew Raycroft                  | Boston Bruins                    | K                                | 23                               |
| 2002–2003 | Barret Jackman                   | St. Louis Blues                  | V                                | 21                               |
| 2001–2002 | Dany Heatley                     | Atlanta Thrashers                | JSz                              | 20                               |
| 2000–2001 | Jevgenyij Nabokov                | San Jose Sharks                  | K                                | 25                               |
| 1999–2000 | Scott Gomez                      | New Jersey Devils                | C                                | 19                               |
| 1998–1999 | Chris Drury                      | Colorado Avalanche               | C                                | 22                               |
| 1997–1998 | Szergej Szamszonov               | Boston Bruins                    | BSz                              | 18                               |
| 1996–1997 | Bryan Berard                     | New York Islanders               | V                                | 19                               |
| 1995–1996 | Daniel Alfredsson                | Ottawa Senators                  | JSz                              | 22                               |
| 1994–1995 | Peter Forsberg                   | Quebec Nordiques                 | C                                | 21                               |
| 1993–1994 | Martin Brodeur                   | New Jersey Devils                | K                                | 21                               |
| 1992–1993 | Teemu Selänne                    | Winnipeg Jets                    | JSz                              | 23                               |
| 1991–1992 | Pavel Bure                       | Vancouver Canucks                | JSz                              | 20                               |
| 1990–1991 | Ed Belfour                       | Chicago Blackhawks               | K                                | 25                               |
| 1989–1990 | Szergej Makarov                  | Calgary Flames                   | JSz                              | 31                               |
| 1988–1989 | Brian Leetch                     | New York Rangers                 | V                                | 20                               |
| 1987–1988 | Joe Nieuwendyk                   | Calgary Flames                   | C                                | 21                               |
| 1986–1987 | Luc Robitaille                   | Los Angeles Kings                | BSz                              | 20                               |
| 1985–1986 | Gary Suter                       | Calgary Flames                   | V                                | 21                               |
| 1984–1985 | Mario Lemieux                    | Pittsburgh Penguins              | C                                | 18                               |
| 1983–1984 | Tom Barrasso                     | Buffalo Sabres                   | K                                | 18                               |
| 1982–1983 | Steve Larmer                     | Chicago Black Hawks              | JSz                              | 21                               |
| 1981–1982 | Dale Hawerchuk                   | Winnipeg Jets                    | C                                | 18                               |
| 1980–1981 | Peter Šťastný                    | Quebec Nordiques                 | C                                | 24                               |
| 1979–1980 | Ray Bourque                      | Boston Bruins                    | V                                | 18                               |
| 1978–1979 | Bobby Smith                      | Minnesota North Stars            | C                                | 20                               |
| 1977–1978 | Mike Bossy                       | New York Islanders               | JSz                              | 20                               |
| 1976–1977 | Willi Plett                      | Atlanta Flames                   | JSz                              | 21                               |
| 1975–1976 | Bryan Trottier                   | New York Islanders               | C                                | 19                               |
| 1974–1975 | Eric Vail                        | Atlanta Flames                   | BSz                              | 20                               |
| 1973–1974 | Denis Potvin                     | New York Islanders               | V                                | 19                               |
| 1972–1973 | Steve Vickers                    | New York Rangers                 | BSz                              | 21                               |
| 1971–1972 | Ken Dryden                       | Montréal Canadiens               | K                                | 24                               |
| 1970–1971 | Gilbert Perreault                | Buffalo Sabres                   | C                                | 19                               |
| 1969–1970 | Tony Esposito                    | Chicago Black Hawks              | K                                | 26                               |
| 1968–1969 | Danny Grant                      | Minnesota North Stars            | JSz                              | 23                               |
| 1967–1968 | Derek Sanderson                  | Boston Bruins                    | C                                | 21                               |
| 1966–1967 | Bobby Orr                        | Boston Bruins                    | V                                | 18                               |
| 1965–1966 | Brit Selby                       | Toronto Maple Leafs              | BSz                              | 20                               |
| 1964–1965 | Roger Crozier                    | Detroit Red Wings                | K                                | 22                               |
| 1963–1964 | Jacques Laperriere               | Montréal Canadiens               | V                                | 21                               |
| 1962–1963 | Kent Douglas                     | Toronto Maple Leafs              | V                                | 26                               |
| 1961–1962 | Bobby Rousseau                   | Montréal Canadiens               | JSz                              | 21                               |
| 1960–1961 | Dave Keon                        | Toronto Maple Leafs              | C                                | 20                               |
| 1959–1960 | Bill Hay                         | Chicago Black Hawks              | C                                | 23                               |
| 1958–1959 | Ralph Backstrom                  | Montréal Canadiens               | C                                | 20                               |
| 1957–1958 | Frank Mahovlich                  | Toronto Maple Leafs              | BSz                              | 19                               |
| 1956–1957 | Larry Regan                      | Boston Bruins                    | JSz                              | 26                               |
| 1955–1956 | Glenn Hall                       | Detroit Red Wings                | K                                | 23                               |
| 1954–1955 | Ed Litzenberger                  | Chicago Black Hawks              | JSz                              | 22                               |
| 1953–1954 | Camille Henry                    | New York Rangers                 | C                                | 20                               |
| 1952–1953 | Gump Worsley                     | New York Rangers                 | K                                | 23                               |
| 1951–1952 | Bernie Geoffrion                 | Montréal Canadiens               | JSz                              | 20                               |
| 1950–1951 | Terry Sawchuk                    | Detroit Red Wings                | K                                | 20                               |
| 1949–1950 | Jack Gelineau                    | Boston Bruins                    | K                                | 24                               |
| 1948–1949 | Pentti Lund                      | New York Rangers                 | JSz                              | 22                               |
| 1947–1948 | Jim McFadden                     | Detroit Red Wings                | C                                | 27                               |
| 1946–1947 | Howie Meeker                     | Toronto Maple Leafs              | JSz                              | 21                               |
| 1945–1946 | Edgar Laprade                    | New York Rangers                 | C                                | 25                               |
| 1944–1945 | Frank McCool                     | Toronto Maple Leafs              | K                                | 25                               |
| 1943–1944 | Gus Bodnar                       | Toronto Maple Leafs              | C                                | 20                               |
| 1942–1943 | Gaye Stewart                     | Toronto Maple Leafs              | JSz                              | 19                               |
| 1941–1942 | Grant Warwick                    | New York Rangers                 | JSz                              | 19                               |
| 1940–1941 | Johnny Quilty                    | Montréal Canadiens               | C                                | 19                               |
| 1939–1940 | Kilby MacDonald                  | New York Rangers                 | BSz                              | 25                               |
| 1938–1939 | Frank Brimsek                    | Boston Bruins                    | K                                | 24                               |
| 1937–1938 | Cully Dahlstrom                  | Chicago Black Hawks              | C                                | 24                               |
| 1936–1937 | Syl Apps                         | Toronto Maple Leafs              | C                                | 21                               |
| 1935–1936 | Mike Karakas                     | Chicago Black Hawks              | K                                | 23                               |
| 1934–1935 | Sweeney Schriner                 | New York Americans               | BSz                              | 22                               |
| 1933–1934 | Russ Blinco                      | Montréal Maroons                 | C                                | 25                               |
| 1932–1933 | Carl Voss                        | Detroit Red Wings                | C                                | 25                               |